# My Favourite Stranger
My Favourite Stranger är en låt av den brittiska gruppen Depeche Mode. Den utgavs som singel den 20 oktober 2023. "My Favourite Stranger", som finns med på albumet Memento Mori, är gruppens femtiosjunde singel totalt.

## Låtlista
| 1.           | My Favourite Stranger (Boris Brejcha Remix)     | 7:06  |
| 2.           | My Favourite Stranger (Ela Minus Remix)         | 3:48  |
| 3.           | My Favourite Stranger (Long Island Sound Remix) | 4:46  |
| 4.           | My Favourite Stranger (Sunken Cages Remix)      | 4:20  |
| 5.           | My Favourite Stranger (Al Wootton Remix)        | 5:38  |
| Total längd: | Total längd:                                    | 25:38 |

| 1. | My Favourite Stranger (Boris Brejcha Remix)     | 7:06 |
| 2. | My Favourite Stranger (Ela Minus Remix)         | 3:48 |
| 3. | My Favourite Stranger (Long Island Sound Remix) | 4:46 |